# Moe Odin
Moe Odin, född 12 maj 1997, död 23 april 2022, var en norsk kallblodig travhäst. Moe Odin avslutade sin tävlingskarriär 2012 efter att vunnit 92 lopp på 160 starter och sprang in ca 10 miljoner norska kronor. Han föddes upp av Martin Moe Tor i Norge.
I Elitkampen 2007 satte han stopp för Järvsöfaks segersvit på 5 raka Elitkampsegrar då han vann över Järvsöfaks med en halv längd på tiden 1.19,4 med Asbjörn Mehla i sulkyn.
Moe Odin var även utnämnd till Elithingst och blev far till bland andra Tekno Odin, Odd Herakles, Odin Tabac, Bork Odin och Pydin. Han sista år i livet försvårades avelsverksamheten på grund av en blodsjukdom.
2020 valdes Moe Odin in i Travsportens Hall of Fame.